# Ван дер Вейден, Аннук
Аннаук Мария ван дер Вейден-Рейк (нидерл. Annouk Maria van der Weijden-Rijk; род. 27 июня 1986 года, Лейдердорп, Нидерланды) — нидерландская конькобежка. Призёр чемпионата Нидерландов по конькобежному спорту в классическом многоборье среди женщин 2015 (500 м), 2016 (500, 3000 и 5000 м) и 2017 (1500 и 5000 м) года. Участница зимних Олимпийских игр 2014 и 2018 года.

## Биография
Аннаук ван дер Вейден родилась в городе Лейдердорп, провинция Южная Голландия. В конькобежный спорт её привёл отец. Начала тренироваться с шестилетнего возраста на базе клуба «Ter Aarse IJsclub». По профессии — архитектор (специальность — внутренняя отделка (нидерл. binnenhuisarchitectuur)).
Первую медаль на соревновании международного уровня ван дер Вейден выиграла во время VI-го этапа кубка мира по конькобежному спорту 2013/2014 года, что проходил в голландском городе — Херенвен. Её команда в женской командной гонке с результатом 2:59.65 выиграла золотые медали, опередив соперниц из Польши (3:01.44 — 2-е место) и Японии (3:04.38 — 3-е место).
На зимних Олимпийских играх 2018 ван дер Вейден была заявлена для участия в забеге на 5000 м и масс-старте. 16 февраля 2018 года она завершила свой забег на 5000 м с результатом 6:54.17 (+3.94). От третьего призового места её отделяли +0,19 с которыми она была опережена спортсменкой из Сборной Олимпийских атлетов из России — Наталья Воронина 6:53.98 (+3.75). В общем итоге ван дер Вейден заняла 4-е место. 24 февраля 2018 года в финальном забеге женского масс-старта с результатом 8:42.19 она заняла 14-е место. К таком результату ван дер Вейден привело падение во время квалификации в полуфинале. Во время восьмого круга четвёрка конькобежек, в числе которых была и голландская спортсменка, значительно оторвалась от конкуренток. Однако, на одном из поворотов канадская конькобежка Ивани Блонден потеряла равновесие при вхождении в поворот и упала, свалив вместе с собой японку Аяно Сато, которая при падении зацепила ван дер Вейден. Несмотря на это, в отличие от японки Сато, Аннаук смогла не только подняться и продолжить забег, но и финишировать второй, догнав конкуренток лишь на предпоследнем круге. Бронзовая победительница масс-старта Ирен Схаутен комментируя свою победу заявила, что эту награду она разделяет вместе с Аннаук.
После олимпийских игр 2018 года конькобежка из команды "Team Plantina" заявила, что уходит из спорта в возрасте 31 года после многоборья Кубка мира.

## Личная жизнь
Аннаук ван дер Вейден окончила в 2007 году Лейденский университет в области подготовки учителей начальных классов. Она вышла замуж 9 июня 2017 года за спортивного журналиста Робберта Де Рейка. В 2019 году получила диплом стилиста по интерьеру и теперь работает дизайнером по интерьеру в своей компании "Annouk in Style".